# Liste der Kulturdenkmäler in Oslo (Zentrum)
Die Liste der Kulturdenkmäler in Oslo Zentrum enthält die vom Riksantikvaren gelisteten Kulturgüter im Osloer Zentrum. Nicht alle der gelisteten Kulturgüter stehen unter Denkmalschutz, können aber Teil eines denkmalgeschützten Ensembles sein oder ihre Veränderung muss mit dem Riksantikvaren abgesprochen werden. Die Denkmalnummer führt mit einem Link zur Beschreibungsseite kulturminnesøk des Riksantikvaren.

## Liste der Kulturdenkmäler in Oslo (Zentrum)
| Bild                                                                          | Bezeichnung                                                                   | Lage                                              | Art                                          | Datierung                       | Beschreibung | Denkmal- nummer |
| ----------------------------------------------------------------------------- | ----------------------------------------------------------------------------- | ------------------------------------------------- | -------------------------------------------- | ------------------------------- | --- | --------------- |
| weitere Bilder                                                                | Akershus Schlosskirche (norw.: Akershus slottskirke)                          | Zentrum Karte                                     | Bauwerk: Kirche (abgegangen)                 | Mittelalter / 17. Jh. / 18. Jh. | | 83758           |
| BW                                                                            | Hammersborg Kirche (norw.: Hammersborg (Kristkirken) kirkested)               | Zentrum Karte                                     | Bauwerk: Kirche (abgegangen)                 | 17. Jh.                         | | 84474           |
| weitere Bilder                                                                | Johanneskirche (norw.: Johannes kirke)                                        | Zentrum Karte                                     | Bauwerk: Kirche (abgegangen)                 | 19. Jh.                         | | 84738           |
| BW                                                                            | Krohgstøtten Kirche (norw.: Krohgstøtten kirke)                               | Zentrum Karte                                     | Bauwerk: Kirche (abgegangen)                 | 19. Jh.                         | | 84842           |
| weitere Bilder                                                                | Osloer Dom (norw.: Oslo domkirke)                                             | Zentrum Karte                                     | Bauwerk: Kirche                              | 1694–1697                       | Der Osloer Dom wurde 1697 eingeweiht. Die Kreuzkirche wurde 1950 vom Architekten Arnstein Arneberg restauriert. Die Deckenmalereien stammen von Hugo Lous Mohr und die Glasmalereien der Chorfenster von Emanuel Vigeland. Von Erik Werenskiold stammt die Bronzedekorationen des Westportals. | 85250           |
| weitere Bilder                                                                | Pipersviker Kirche (norw.: Piperviken småkirke)                               | Zentrum, Pipervika Munkedamsveien 12 Karte        | Bauwerk: Kirche                              | 1911                            | von Harald Aars, 1959 zerstört | 85260           |
| weitere Bilder                                                                | Königliches Schloss Oslo (norw.: Piperviken småkirke)                         | Zentrum Henrik Ibsens gate 1 Karte                | Bauwerk: Schloss                             | 19. Jh.                         | | 85500           |
| BW                                                                            | Gefängniskirche (norw.: Tukthuskirken)                                        | Zentrum Karte                                     | Bauwerk: Kirche                              | 18. Jh.                         | steht nicht unter Denkmalschutz | 85684           |
| weitere Bilder                                                                | Vaterland Kirche (norw.: Vaterland småkirke)                                  | Zentrum Vognmannsgata 25 Karte                    | Bauwerk: Kirche                              | 1899                            | Architekt war Heinrich Jürgensen, 1960 abgerissen | 85781           |
| Gebrüder Hallèns Handschuhgeschäft (norw.: Brødrene Hallèns hanskeforretning) | Gebrüder Hallèns Handschuhgeschäft (norw.: Brødrene Hallèns hanskeforretning) | Zentrum Øvre Slottsgate 14 Karte                  | Bauwerk: Geschäft                            | 1890er                          | Einrichtung im Neo-Renaissance-Stil, Wandmalereien von O. C. Torkelsen aus dem Jahr 1896 | 86003           |
| weitere Bilder                                                                | Festung Akershus (norw.: Akershus festning)                                   | Zentrum Karte                                     | Bauwerk: Schloss, Verteidigungsanlage        | 14. Jh.                         | | 86131           |
| weitere Bilder                                                                | Basarene                                                                      | Zentrum Dronningens gate / Karl Johans gate Karte | Bauwerk: Handelsgebäude                      | 1840–1859                       | neoromanische Ladenstraße mit Arkaden von Christian H. Grosch | 86134           |
| weitere Bilder                                                                | Feuerwache (norw.: Brannvakten)                                               | Zentrum Karl Johans gate 11 Karte                 | Bauwerk: öffentliche Institution             | 1854–1856                       | neoromanisch | 86136           |
| weitere Bilder                                                                | Osloer Börse (norw.: Oslo Børs)                                               | Zentrum Tollbugata 2 Karte                        | Bauwerk: Handelsgebäude                      | 1818                            | | 86138           |
| weitere Bilder                                                                | Die alte Freimaurerloge (norw.: Den gamle frimurerlogen)                      | Zentrum Grev Wedels plass 2 Karte                 | Bauwerk: Versammlungshaus, Konzerthaus       | 1836–1839                       | Architekt war Christian H. Malling, Festsaal im Empirestil | 86140           |
| weitere Bilder                                                                | Altes Rathaus (norw.: Gamle rådhus)                                           | Zentrum Nedre Slottsgate 1 / Rådhusgata Karte     | Bauwerk: Rathaus                             | 1641                            | | 86143           |
| weitere Bilder                                                                | Horngården                                                                    | Zentrum Øvre Slottgate 21 Karte                   | Bauwerk: Bürogebäude                         | 1929–1930                       | entworfen von den Architekten Lars Backer und F. S. Platou, wurde unter dem Beinamen „Norwegens erstes Hochhaus“ bekannt | 86145           |
| weitere Bilder                                                                | Klingenberg Kino (norw.: Klingenberg kino)                                    | Zentrum Øvre Slottgate 21 Karte                   | Bauwerk: Kino                                | 1938                            | Bauwerk des Funktionalismus, Architekten: Gudolf Blakstad und Herman Munthe-Kaas, 1995 unter Denkmalschutz gestellt | 86147           |
| weitere Bilder                                                                | Magistratgården                                                               | Zentrum, Kvadraturen Dronningens gate 21 Karte    | Bauwerk: Wohngebäude                         | 1537–1649                       | zweigeschossiges, gemauertes Wohnhaus im Klassizismus, Stuckdecken aus dem 17. Jh., Interieur des Rokoko aus den 1760er Jahren | 86152           |
| weitere Bilder                                                                | Mangelsgården – Prinds Christian Augusts Minde                                | Zentrum Storgata 36 Karte                         | Bauwerk: humanitäre Einrichtung              | 17.–19. Jh.                     | Lusthaus im 17. Jh., später Arbeitsanstalt, Psychiatrie und Asyl | 86153           |
| weitere Bilder                                                                | Militärhospital (norw.: Militærhospitalet)                                    | Zentrum Grev Wedels Plass 2 Karte                 | Bauwerk: humanitäre Einrichtung (versetzt)   | 1806–1807                       | Ursprünglich in der Akersgate 44, 1984 demontiert und am Grev Wedels plass wieder aufgebaut | 86154           |
| weitere Bilder                                                                | Nationaltheater (Oslo) (norw.: Nationaltheatret)                              | Zentrum Karte                                     | Bauwerk: Theater                             | 1899                            | Architekt war Henrik Bull, seit 1983 unter Denkmalschutz | 86156           |
| weitere Bilder                                                                | Garmanngården                                                                 | Zentrum Rådhusgata 7 Karte                        | Bauwerk: öffentliche Institution             | 16. Jh. / 17. Jh.               | | 86161           |
| weitere Bilder                                                                | Rådmannsgården                                                                | Zentrum, Kvadraturen Rådhusgata 19 Karte          | Bauwerk: Wohngebäude, humanitäre Einrichtung | 17. Jh.                         | In der Nedre Slottsgate befindet sich ein zweigeschossiges Haus aus dem Jahr 1626. Es schließt an ein ebenfalls zweigeschossiges Haus mit Renaissancegiebel in der Råthusgata an. Beide Häuser haben eine Fassade aus unbehandeltem holländischen Ziegelmauerwerk. Sie wurden 1927 durch einen Anbau im Hof verbunden. Angrenzend an den Platz Christiania torv befindet sich noch ein eingeschossiges Haus, auch bekannt als Anatomiegebäude (norw.: Anatomibygningen) aus den 1640er Jahren. Die Wände bestehen aus gemauertem Fachwerk, die teilweise verputzt oder verblendet sind. | 86162           |
| weitere Bilder                                                                | Skreddergården                                                                | Zentrum Akersgata 20 Karte                        | Bauwerk: Wohngebäude, Geschäft               | 1894–1895                       | Haus im Neo-Renaissance-Stil, Architekt: Christian Reuter | 86166           |
| weitere Bilder                                                                | Stattholdergården                                                             | Zentrum, Kvadraturen Rådhusgata 11 Karte          | Bauwerk: Wohngebäude                         | 1640                            | Der Name des Hauses stammt aus der Zeit Ulrik Fredrik Gyldenløves, General und Statthalter, der zwischen 1680 une 1699 im Haus wohnte. Es hat eine rote Ziegelfassade und zwei der Räume haben Stuck im Rokokostil. | 86167           |
| weitere Bilder                                                                | Svaneapoteket                                                                 | Zentrum Karl Johans gate 13 Karte                 | Bauwerk: Geschäft                            | 1895–1896                       | älteste Apotheke in Oslo, Architekt war Ove Ermann | 86169           |
| weitere Bilder                                                                | Treschowgården                                                                | Zentrum Karte                                     | Bauwerk: Wohngebäude                         | 18. Jh.                         | | 86170           |
| weitere Bilder                                                                | Universität Oslo                                                              | Zentrum Karl Johans gate 47 Karte                 | Bauwerk: Lehranstalt                         | 1841–1856                       | Norwegens erste Universität, Architekt war Chr. H. Grosch, unter Denkmalschutz stehen das Gebäude, die Gartenanlage und der Universitätsplatz | 86171           |
| weitere Bilder                                                                | Westbahnhof (Oslo) (norw.: Vestbanestasjonen)                                 | Zentrum, Aker Brygge Brynjulf Bulls plass 1 Karte | Bauwerk: Bahnhof                             | 1872                            | Architekten waren G. A. Bull und Ivar Næss | 86172           |
| Universitetsgaten 10                                                          | Universitetsgaten 10                                                          | Zentrum Universitetsgate 47 Karte                 | Bauwerk: Wohngebäude                         | 19. Jh.                         | | 87640           |
| weitere Bilder                                                                | Gamle Norges Bank / Norwegisches Architekturmuseum                            | Zentrum Bankplassen 3 Karte                       | Bauwerk: Finanzinstitut, Museum              | 1830                            | klassizistisches Gebäude vom Architekten Chr. H. Grosch, beherbergt heute Nationalmuseum für Kunst, Architektur und Design | 87641           |
| weitere Bilder                                                                | Ostbahnhof (Oslo) (norw.: Østbanestasjonen)                                   | Zentrum Karl Johans gate Karte                    | Bauwerk: Bahnhof                             | 1854                            | ehemaliger Hauptbahnhof der ersten Bahnlinie Norwegens, Architekt war G. A. Bull | 87641           |
| weitere Bilder                                                                | Kriegsschule (Oslo) (norw.: Krigsskolen)                                      | Zentrum, Kvadraturen Tollbugata 10 Karte          | Bauwerk: Lehranstalt                         | 18. Jh.                         | mehrere Umbauten: 1765 Umbau unter Leitung des Architekten Reichen, 1802 Umbau zur Kriegsschule (1802–1899 und 1930–1969), danach diente es als Repräsentationshaus des Heers | 94406           |
| Zollhaus (Oslo) (Lagerhaus) (norw.: Oslo tollsted – Stenpakkhuset)            | Zollhaus (Oslo) (Lagerhaus) (norw.: Oslo tollsted – Stenpakkhuset)            | Zentrum Tollbugata 1 Karte                        | Bauwerk: öffentliche Institution             | 1846–1850                       | Architekt war Johan Henrik Nebelong | 94406           |
| weitere Bilder                                                                | Ingenieurhochschule Oslo (norw.: Oslo ingeniørhøgskole)                       | Zentrum Cort Adlers gate 30 Karte                 | Bauwerk: Lehranstalt                         | 1889                            | Architekt war Victor Nordan | 117575          |
| Filmteatret                                                                   | Filmteatret                                                                   | Zentrum Stortingsgata 16 Karte                    | Bauwerk: Kino                                | 20. Jh.                         | | 117815          |
| Bondehandelen (deutsch etwa Bauernladen oder Bauernhandel)                    | Bondehandelen (deutsch etwa Bauernladen oder Bauernhandel)                    | Zentrum Brugata 6 Karte                           | Bauwerk: Bauernhof                           | 1760er Jahre                    | gebaut von Arne Hansen, nach einem Brand im Jahr 1988 wurde der Denkmalschutz aufgehoben | 120060          |
| weitere Bilder                                                                | Collettgården                                                                 | Zentrum Kirkegata 15 Karte                        | Bauwerk: Stadthaus (versetzt)                | nach der Reformation            | ins Norwegische Volksmuseum überführt | 120721          |
| weitere Bilder                                                                | Nationalgalerie (norw.: Nasjonalgalleriet)                                    | Zentrum Universitetsgate 13 Karte                 | Bauwerk: Museum                              | 19. Jh.                         | | 132953          |
| BW                                                                            | Palèhagen                                                                     | Zentrum Karte                                     | Städtebau: Grünanlage                        | 18. Jh.                         | steht nicht unter Denkmalschutz | 147090          |
| weitere Bilder                                                                | Eidsvolls plass                                                               | Zentrum Eidsvolls plass Karte                     | Städtebau: Grünanlage                        | 18. Jh.                         | steht nicht unter Denkmalschutz | 147184          |
| weitere Bilder                                                                | Opernhaus Oslo (norw.: Den Norske Opera)                                      | Zentrum Karte                                     | Bauwerk: Konzerthaus                         | 2008                            | seit 15. November 2012 unter Denkmalschutz | 158591          |
| BW                                                                            | Kristian Augusts gate 21                                                      | Zentrum Kristian Augusts gate 21 Karte            | Bauwerk: Wohngebäude                         | 19. Jh.                         | frühere Otto Treiders Handelsschule | 162033          |

- Karte mit allen Koordinaten:
- OSM |
- WikiMap

Alna |
Bjerke |
Frogner |
Gamle Oslo |
Grorud |
Grünerløkka |
Marka |
Nordre Aker |
Nordstrand |
Oslo Zentrum |
Sagene |
St. Hanshaugen |
Stovner |
Søndre Nordstrand |
Ullern |
Vestre Aker |
Østensjø